# Axinidris bidens
Axinidris bidens é uma espécie de inseto do gênero Axinidris, pertencente à família Formicidae.